# Volleyball Challenger Cup maschile 2022
La Volleyball Challenger Cup maschile 2022, 3ª edizione dell'omonima competizione maschile di pallavolo, si è svolta dal 28 al 31 luglio 2022 a Seul, in Corea del Sud: al torneo hanno partecipato otto squadre nazionali e la vittoria finale è andata per la prima volta a Cuba.

## Impianti
|                                                                              |  |  |
|                                                                              |  |  |
| Jamsil Students' Gymnasium Città: Seul Capienza: 7 500 Anno d'apertura: 1976 |  |  |

## Formula
La formula ha previsto quarti di finale, semifinali, finale per il terzo posto e finale, tutti disputati in gara unica (la formazione ospitante è inserita come prima testa di serie mentre le altre formazioni sono posizionate in tabellone in base alla classificazione nel FIVB World Rankings; le formazioni sconfitte nei quarti di finale sono inserite nella classifica finale in base alla classificazione nel FIVB World Rankings).

## Squadre partecipanti
| Squadra        | Qualificazione                          | Ultima partecipazione          |
| -------------- | --------------------------------------- | ------------------------------ |
| Australia (38) | 16ª alla Volleyball Nations League 2022 | Debutto                        |
| Cile (27)      | Ranking CSV                             | Volleyball Challenger Cup 2019 |
| Corea del Sud  | Paese organizzatore                     | Debutto                        |
| Cuba (13)      | Ranking NORCECA                         | Volleyball Challenger Cup 2019 |
| Qatar (21)     | Ranking AVC                             | Debutto                        |
| Rep. Ceca (24) | 1ª all'European Golden League 2022      | Volleyball Challenger Cup 2018 |
| Tunisia (15)   | Ranking CAVB                            | Debutto                        |
| Turchia (17)   | 1ª all'European Golden League 2021      | Volleyball Challenger Cup 2019 |

## Torneo
|  | Quarti di finale | Quarti di finale |  |               | Semifinali | Semifinali |                 |                 | Finale    | Finale |
|  |                  |                  |  |               |            |            |                 |                 |           |        |
|  | Corea del Sud    | 3                |  |               |            |            |                 |                 |           |        |
|  | Corea del Sud    | 3                |  |               |            |            |                 |                 |           |        |
|  | Australia        | 0                |  |               |            |            |                 |                 |           |        |
|  | Australia        | 0                |  | Corea del Sud | 0          |            |                 |                 |           |        |
|  |                  |                  |  | Corea del Sud | 0          |            |                 |                 |           |        |
|  |                  |                  |  |               | Turchia    | 3          |                 |                 |           |        |
|  | Turchia          | 3                |  |               | Turchia    | 3          |                 |                 |           |        |
|  | Turchia          | 3                |  |               |            |            |                 |                 |           |        |
|  | Qatar            | 0                |  |               |            |            |                 |                 |           |        |
|  | Qatar            | 0                |  |               |            |            |                 | Turchia         | 1         |        |
|  |                  |                  |  |               |            |            |                 | Turchia         | 1         |        |
|  |                  |                  |  |               |            |            |                 |                 | Cuba      | 3      |
|  | Cuba             | 3                |  |               |            |            |                 |                 | Cuba      | 3      |
|  | Cuba             | 3                |  |               |            |            |                 |                 |           |        |
|  | Cile             | 0                |  |               |            |            |                 |                 |           |        |
|  | Cile             | 0                |  | Cuba          | 3          |            | Finale 3° posto | Finale 3° posto |           |        |
|  |                  |                  |  | Cuba          | 3          |            |                 |                 |           |        |
|  |                  |                  |  |               | Rep. Ceca  | 0          |                 |                 | Rep. Ceca | 2      |
|  | Tunisia          | 1                |  |               |            | 0          |                 |                 | Rep. Ceca | 2      |
|  | Tunisia          | 1                |  |               |            |            |                 | Corea del Sud   | 3         |        |
|  | Rep. Ceca        | 3                |  |               |            |            |                 |                 | 3         |        |
|  | Rep. Ceca        | 3                |  |               |            |            |                 |                 |           |        |

### Quarti di finale
| 28 luglio 2022 Jamsil Students' Gymnasium, Seul Durata: 1h:17 - Spettatori: 950   | Cuba          | 3 - 0 | Cile      | 25-20, 25-19, 25-19               |
| 28 luglio 2022 Jamsil Students' Gymnasium, Seul Durata: 2h:02 - Spettatori: 4 200 | Corea del Sud | 3 - 2 | Australia | 23-25, 25-23, 25-18, 22-25, 15-13 |
| 29 luglio 2022 Jamsil Students' Gymnasium, Seul Durata: 1h:46 - Spettatori: 350   | Turchia       | 3 - 1 | Qatar     | 25-23, 25-16, 22-25, 25-15        |
| 29 luglio 2022 Jamsil Students' Gymnasium, Seul Durata: 1h:47 - Spettatori: 300   | Tunisia       | 1 - 3 | Rep. Ceca | 16-25, 25-17, 26-28, 16-25        |

### Semifinali
| 30 luglio 2022 Jamsil Students' Gymnasium, Seul Durata: 1h:08 - Spettatori: 450   | Cuba          | 3 - 0 | Rep. Ceca | 25-22, 25-18, 25-18 |
| 30 luglio 2022 Jamsil Students' Gymnasium, Seul Durata: 1h:28 - Spettatori: 4 150 | Corea del Sud | 0 - 3 | Turchia   | 24-26, 21-25, 22-25 |

### Finale 3º posto
| 31 luglio 2022 Jamsil Students' Gymnasium, Seul Durata: 2h:15 - Spettatori: 3 350 | Rep. Ceca | 2 - 3 | Corea del Sud | 19-25, 16-25, 26-24, 25-23, 20-22 |

### Finale
| 31 luglio 2022 Jamsil Students' Gymnasium, Seul Durata: 1h:44 - Spettatori: 450 | Cuba | 3 - 1 | Turchia | 25-17, 23-25, 25-20, 25-20 |

## Classifica finale
| Pos | Squadra       | Rosa |
| --- | ------------- | --- |
|     | Cuba          | Formazione: 2 Melgarejo, 3 Cárdenas, 4 Sánchez, 5 Concepción, 7 García, 10 Gutiérrez, 11 Taboada, 12 Herrera, 14 Goide, 17 Alonso, 18 López, 23 Yant, CT: Vives                                             |
|     | Turchia       | Formazione: 1 Aydın, 3 Toy, 5 Güngör, 7 Savaş, 8 Subaşı, 9 M. Lagumdžija, 10 Ekşi, 12 A. Lagumdžija, 14 Güneş, 17 Yenipazar, 19 Bayraktar, 53 Döne, 66 Ulu, CT: Özkan                                       |
|     | Corea del Sud | Formazione: 1 Im D.y., 2 Han, 3 Hwang K.m., 4 Jeong, 5 Park K.m., 6 Hwang T.e., 7 Park J.w., 8 Kim, 9 Kwak, 10 Na, 11 Choi, 14 Lim, 18 Heo, 22 Shin, CT: Im D.h.                                            |
| 4.  | Rep. Ceca     | Formazione: 1 Moník, 5 Zajíček, 8 Kunc, 12 Licek, 13 Galabov, 14 Čech, 16 Srb, 17 Šotola, 18 Svoboda, 19 Bartůněk, 20 Špulák, 22 Sedláček, 23 Indra, 25 Polák, CT: Novák                                    |
| 5.  | Australia     | Formazione: 1 Graham, 2 Dosanjh, 3 Pope, 4 Holland, 5 Murch, 7 Weir, 11 Perry, 13 Heptinstall, 17 Phillips, 21 Butler, 27 Senica, 29 Garrett, 31 Aubrey, 33 Flowerday, CT: Preston                          |
| 6.  | Tunisia       | Formazione: 2 Kadhi, 3 Ben Slimene, 4 Redissi, 6 Ben Othmen, 7 Karamosli, 8 Abdelhedi, 9 Agrebi, 10 Nagga, 12 Bennour, 13 Mbarki, 16 Ben Tahar, 18 Bongui, 19 Bouguerra, 20 Hmissi, CT: Giacobbe            |
| 7.  | Qatar         | Formazione: 1 Oughlaf, 3 Mahmoud, 4 Ribeiro, 5 Saad, 6 Đukić, 7 Abunabot, 9 Stevanović, 10 Sadikh, 11 Vasić, 12 Dahi, 14 Hassanein, 16 Ibrahim, 17 Noaman, 21 Wagihalla, CT: Soto                           |
| 8.  | Cile          | Formazione: 1 E. Villarreal, 3 Araya, 4 T. Parraguirre, 5 V. Parraguirre, 6 Gago, 8 Collao, 9 D. Bonačić, 10 Mardones, 11 Jadue, 14 Díaz, 15 Castillo, 17 Bravo, 18 K. Bonačić, 19 Banda, CT: I. Villarreal |

|  | Promossa in Volleyball Nations League 2023. |

## Statistiche
| Rendimento individuale | Rendimento individuale | Rendimento individuale | Rendimento individuale |
| Pos.                   | Nome                   | Punti                  | Squadra                |
| ---------------------- | ---------------------- | ---------------------- | ---------------------- |
| 1                      | Adis Lagumdžija        | 64                     | Turchia                |
| 2                      | Heo Su-bong            | 62                     | Corea del Sud          |
| 3                      | Miguel Ángel López     | 50                     | Cuba                   |
| 4                      | Jesús Herrera          | 49                     | Cuba                   |
| 5                      | Marek Šotola           | 43                     | Rep. Ceca              |

| Attacchi vincenti | Attacchi vincenti  | Attacchi vincenti | Attacchi vincenti |
| Pos.              | Nome               | Punti             | Squadra           |
| ----------------- | ------------------ | ----------------- | ----------------- |
| 1                 | Heo Su-bong        | 54                | Corea del Sud     |
| 2                 | Adis Lagumdžija    | 51                | Turchia           |
| 3                 | Marek Šotola       | 39                | Rep. Ceca         |
| 4                 | Jesús Herrera      | 38                | Cuba              |
| 5                 | Miguel Ángel López | 37                | Cuba              |

| Muri vincenti | Muri vincenti      | Muri vincenti | Muri vincenti |
| Pos.          | Nome               | Punti         | Squadra       |
| ------------- | ------------------ | ------------- | ------------- |
| 1             | Faik Güneş         | 10            | Turchia       |
| 2             | Adis Lagumdžija    | 8             | Turchia       |
| 3             | Miguel Ángel López | 7             | Cuba          |
| 4             | Choi Min-ho        | 6             | Corea del Sud |
| 4             | Adam Zajíček       | 6             | Rep. Ceca     |
| 4             | Jesús Herrera      | 6             | Cuba          |
| 4             | Roamy Alonso       | 6             | Cuba          |

| Battute vincenti | Battute vincenti   | Battute vincenti | Battute vincenti |
| Pos.             | Nome               | Punti            | Squadra          |
| ---------------- | ------------------ | ---------------- | ---------------- |
| 1                | Osniel Melgarejo   | 6                | Cuba             |
| 1                | Miguel Ángel López | 6                | Cuba             |
| 3                | Heo Su-bong        | 5                | Corea del Sud    |
| 3                | Adis Lagumdžija    | 5                | Turchia          |
| 3                | Jesús Herrera      | 5                | Cuba             |